# Akita Daisuke

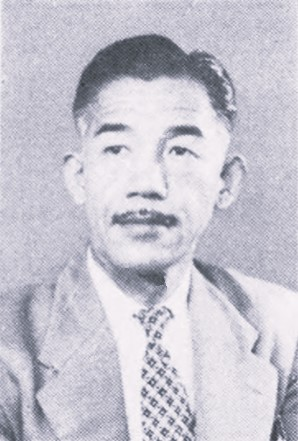
Akita Daisuke (1954)

Akita Daisuke (japanisch 秋田 大助; * 14. Januar 1906 in Ashio, Miyoshi, Präfektur Tokushima; † 29. November 1988) war ein japanischer Politiker der Demokratischen Partei JDP und später der Liberaldemokratischen Partei (LDP), der unter anderem 1970 bis 1971 Minister für Selbstverwaltung (Innenminister) sowie 1971 kurzzeitig auch Justizminister war.

## Leben
Akita Daisuke war der Sohn des Politikers Akita Kiyoshi (1881–1944), der unter anderem zwischen 1932 und 1934 Sprecher des Shūgiin, des Unterhauses des Parlaments (Teikoku-gikai), sowie Minister für Wohlfahrt (1939 bis 1940) und danach Minister für Kolonialisierung (1940 bis 1941) war. Er absolvierte ein Studium an der Fakultät für Wirtschaftswissenschaften der Kaiserlichen Universität Tokio und war nach dessen Abschluss 1932 als Manager in verschiedenen Unternehmen wie der Toho Electric Power Company Limited tätig. 
Nach Ende des Zweiten Weltkrieges war er zunächst Mitglied der Genossenschaftspartei (Kyōdōtō) und wurde für diese am 10. April 1946 erstmals Mitglied des Shūgiin, des Unterhauses des nunmehrigen Parlaments (Kokkai), und vertrat in diesem bis zum 23. Dezember 1948 die Präfektur Tokushima. Er schloss sich der am 8. März 1947 gegründeten Nationalen Genossenschaftspartei (Kokumin Kyōdōtō) an sowie kurz darauf der im April 1947 gegründetenDemokratische Partei (Minshutō). Nach deren Auflösung trat er der im April 1950 gegründeten Nationaldemokratischen Partei (Kokumin Minshutō) sowie danach der am 8. Februar 1952 gegründeten Reformistischen Partei (Kaishintō) als Mitglied bei und wurde für diese am 1. Oktober 1952 erneut Mitglied des Repräsentantenhauses, in dem er bis zum 14. März 1953 erneut die Präfektur Tokushima vertrat. Danach wechselte er zu der von Hatoyama Ichirō, Shigemitsu Mamoru und Kishi Nobusuke am 24. November 1954 gegründeten Demokratischen Partei Japans JDP (Nihon Minshutō) und schließlich zur Liberaldemokratischen Partei LDP (Jiyūminshutō), die aus der sogenannten konservativen Fusion (Hoshu Gōdō) von Demokratischer Partei und Liberale Partei (Jiyū-tō) am 15. November 1955 entstanden war.
Am 25. Februar 1955 wurde Akita Daisuke für die JDP erneut zum Mitglied des Repräsentantenhauses gewählt und vertrat nunmehr über 21 Jahre abermals die Interessen der Präfektur Tokushima. Als Nachfolger von Usui Sōichi fungierte er 1960 für einige Zeit bis zu seiner Ablösung durch Hamano Seigo als Vorsitzender des Bildungsausschusses des Shūgiin. 1962 übernahm er als Nachfolger von Shirō Nakano die Funktion des Vorsitzenden des Sozial- und Arbeitsausschusses des Repräsentantenhauses und hatte dieses bis zu seiner Ablösung durch Taguchi Chōjirō 1963 inne. 1968 löste er Fukuda Tokuyasu als Vorsitzender des Ausschusses für auswärtige Angelegenheiten des Shūgiin und blieb in dieser Funktion, ehe Kitazawa Naokichi ihn ebenfalls 1968 ablöste.
Am 14. Januar 1971 wurde Akita in das Kabinett Satō III berufen und bekleidete bis zum 5. Juli 1971 den Posten des Ministers für Selbstverwaltung (Innenminister). Während dieser Zeit war er als Nachfolger von Kobayashi Takeji vom 6. Februar 1971 bis zu seiner Ablösung durch Ueki Kōshirō am 17. Februar 1971 kurzzeitig auch Justizminister.
Akita Daisuke wurde am 22. Dezember 1972 als Nachfolger von Hasegawa Shirō stellvertretender Sprecher des Repräsentantenhauses und war damit bis zu seiner Ablösung durch Masakazu Miyake am 9. Dezember 1976 Vertreter des Präsidenten des Shūgiin, Nakamura Umekichi (22. Dezember 1972 bis 29. Mai 1973) beziehungsweise dessen Nachfolger Maeo Shigesaburō (29. Mai 1973 bis 9. Dezember 1976). Am 7. Oktober 1979 wurde er noch einmal Mitglied des Repräsentantenhauses und gehörte diesem als Vertreter der Präfektur Tokushima bis zum 28. November 1983 an. Für seine Verdienste wurde ihm der Orden der Aufgehenden Sonne Erster Klasse verliehen.